# 莱瓦斯特尔
莱瓦斯特尔（法語：Les Vastres，法語發音：[le vastʁ]）是法国上卢瓦尔省的一个市镇，属于勒皮区。

## 地理
莱瓦斯特尔（44°59'21"N, 4°15'40"E）面积30.34 平方千米，位于法国奥弗涅-罗讷-阿尔卑斯大区上盧瓦爾省，该省份为法国中南部省份，北起多姆山省和卢瓦尔省，西接康塔爾省，南至洛泽尔省，东临阿尔代什省。
与莱瓦斯特尔接壤的市镇（或旧市镇、城区）包括：马尔、圣克莱芒、利尼翁河畔勒尚邦、利尼翁河畔费、马泽圣瓦、圣于连丹特尔。

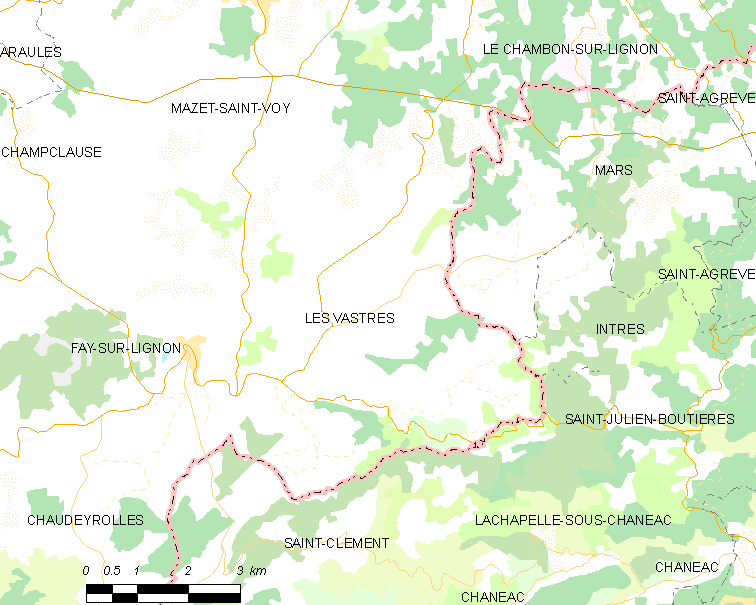
莱瓦斯特尔的OSM定位图

莱瓦斯特尔的时区为UTC+01:00、UTC+02:00（夏令时）。

## 行政
莱瓦斯特尔的邮政编码为43430，INSEE市镇编码为43253。

## 政治
莱瓦斯特尔所属的省级选区为梅藏县。

## 人口

1962-2008年间莱瓦斯特尔人口变化图示

莱瓦斯特尔于2022年1月1日时的人口数量为191人。